# Klädnypa

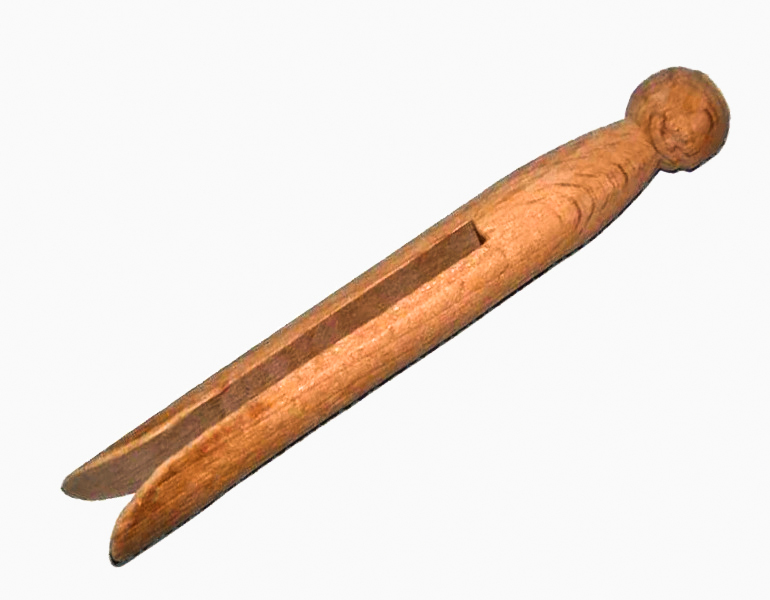
Klädklämma av obehandlat trä med uppsågad klyka och knopp.

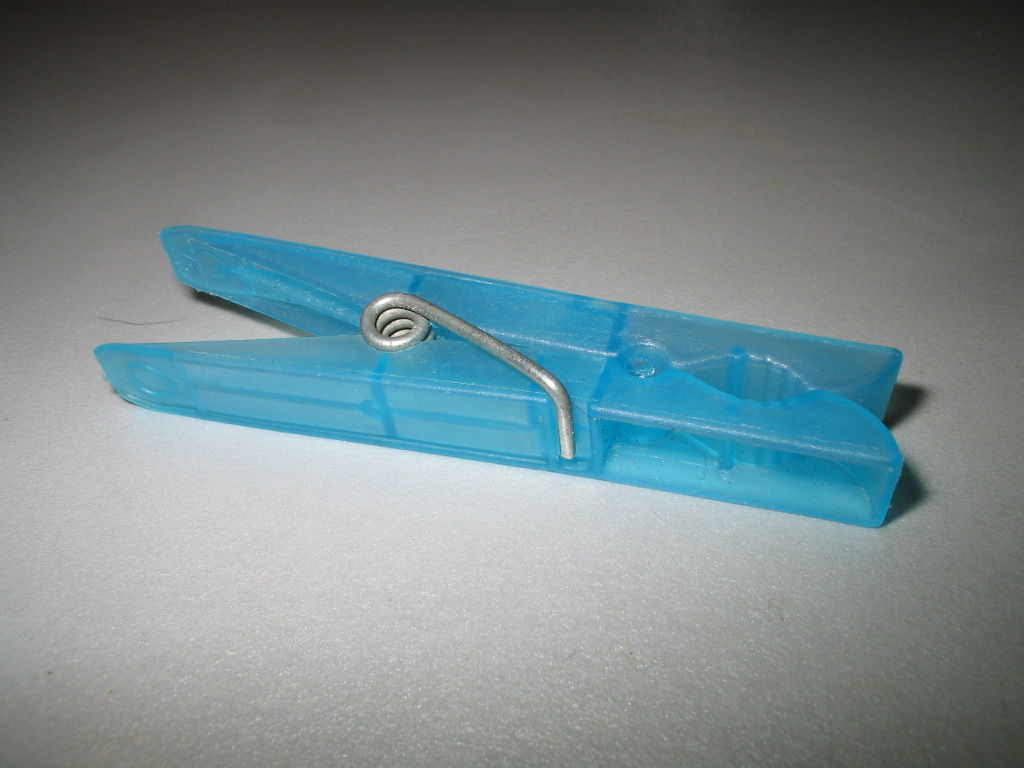
En klädnypa i plast.

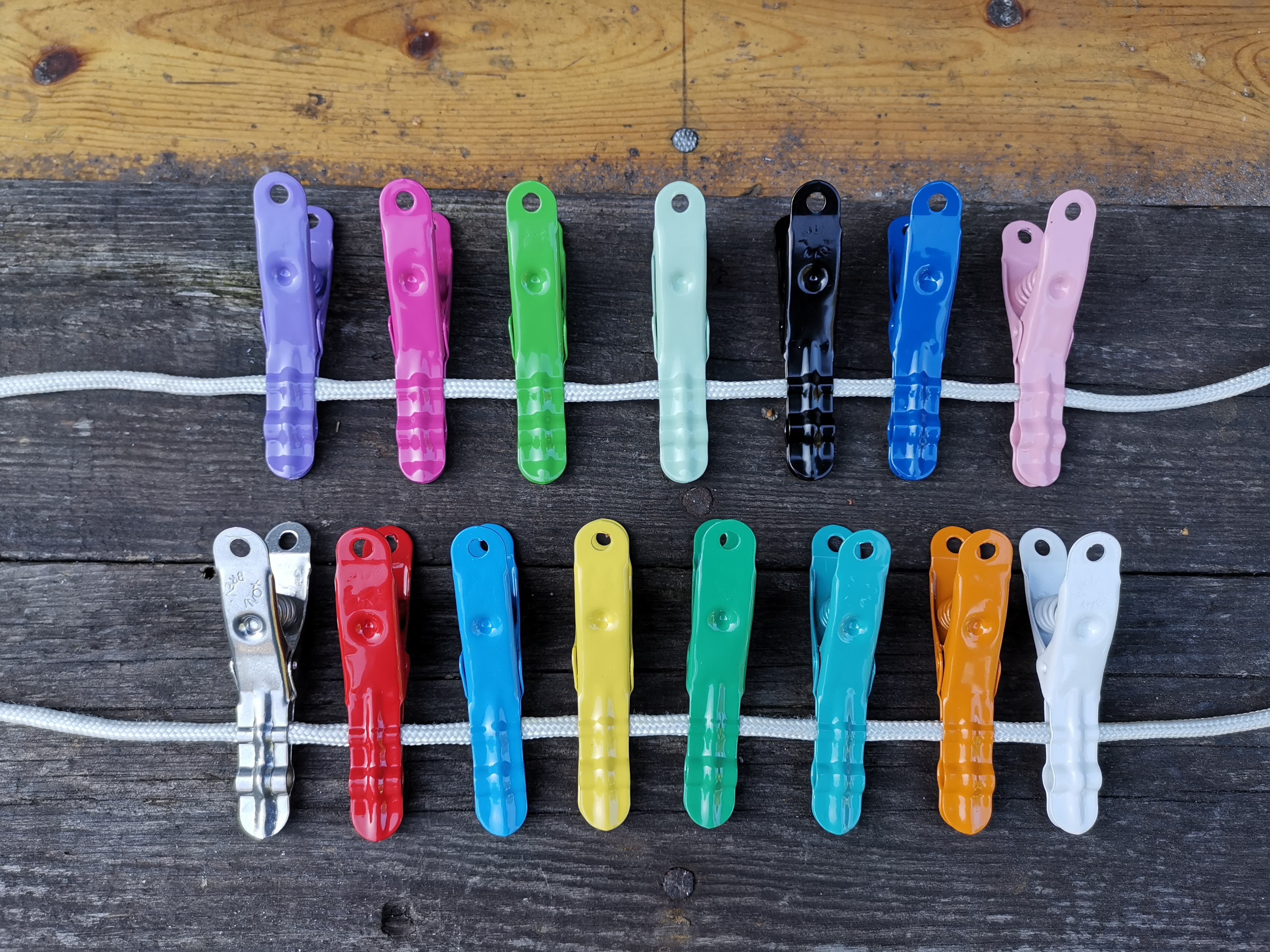
Färgade klädnypor i rostfritt stål.

Klädnypa (även klyka, klypa, klämma eller klädklämma) är en anordning för att fästa upphängd tvätt på en torklina eller liknande. Ordet ”tvättklämma” är belagt i svenskan sedan 1915 och "klädnypa" är belagt i svenska språket sedan 1919.
Den första versionen av tvättklämman/klädnypan uppfanns av medlemmar i Shakers-sekten i USA och introducerades på 1800-talet. Den var då svarvad eller utsågad i ett enda stycke och utgjordes av en klyka med en knopp. Klädnypan med två skänklar och en fjäder tillverkades under sent 1800-tal  av Kungsörs ångsåg och snickerifabrik. Den tillverkades av björkträ. En stor tillverkare i Sverige var Marieströms fabrik i Gnosjö, som i mitten av 1910-talet tillverkade 500 gross om dagen, varav hälften exporterades.
Den klassiska klädnypan med två träskänklar sammanhållna med en fjäder är en 1920-talsuppfinning från Småland.  Under 2000-talet förekommer särskilt trä- och plastklädnypor, men även klädnypor i rostfritt stål.
Vid Konstnärligt campus i Umeå invigdes i september 2013 konstverket Skin 4 av konstnären Mehmet Ali Uysal, som avbildar en klädnypa i storformat. Konstverket väger nära nio ton och är nio meter högt.

### Webbkällor
- ”klädnypa - Uppslagsverk - NE.se”. www.ne.se. https://www.ne.se/uppslagsverk/encyklopedi/l%C3%A5ng/kl%C3%A4dnypa. Läst 26 maj 2020. [inloggning kan krävas]
- ”klädnypa | SO | svenska.se”. https://svenska.se/so/. Läst 26 maj 2020.